# اوکیها، فوکوئوکا
اوکیها در استان فوکوئوکا در کشور ژاپن واقع شده‌است  که دارای جمعیت ۳۲٬۲۷۷ نفر و مساحت ۱۱۷٫۵۵ کیلومتر مربع با تراکم جمعیت ۲۷۵  نفر در کیلومترمربع است و در تاریخ ۲۰ مارس ۲۰۰۵ به عنوان شهر شناخته شد.